# Entre panas II - Tour '97
Entre panas II - Tour '97 o simplemente Entre panas 2 fue el segundo álbum de estudio de Servando & Florentino y es también el segundo de la serie de álbumes Entre Panas.
Este álbum, al igual que el volumen 1 se basa en 6 canciones nuevas de Servando & Florentino, que serían publicadas en el álbum Los Primera, su primer álbum completamente en solitario y los otros temas con artistas invitados como: IV Creciente, Víctor Alexander, Carángano, Nelson Arrieta.

## Lista de canciones
Todas las canciones interpretadas por Servando & Florentino excepto donde se indique.
1. "Alíviame (Versión salsa)" (Ricardo Montaner) — 5:00
2. "Hasta cuándo" (Jorge Luis Chacín) — IV Creciente  — 4:16
3. "Lluvia, lluvia" (Carlos Silva "Lukas") — Víctor Alexander — 4:20
4. "Estás hecha para mí" (Reinaldo "Pachy" López) — 4:53
5. "Nos amamos" (José Luis García) — Carángano — 4:53
6. "Soy tuyo" (Héctor E. Reglero) — Nelson Arrieta  — 4:55
7. "Primer amor" (Edwin Apolinares) — 4:40
8. "Acércate" (Víctor Hernández) — Víctor Alexander — 4:29
9. "Alíviame (Versión balada)" (Ricardo Montaner) — 3:56
10. "Bendita madre" (Yasmil Marrufo) — 4:35
11. "Alíviame (Versión instrumental)" (Ricardo Montaner) — 5:00
12. "Una fan enamorada (A Capella)" (Ricardo Montaner) — 2:19